# Palazzo dei Commissari o del Pretorio

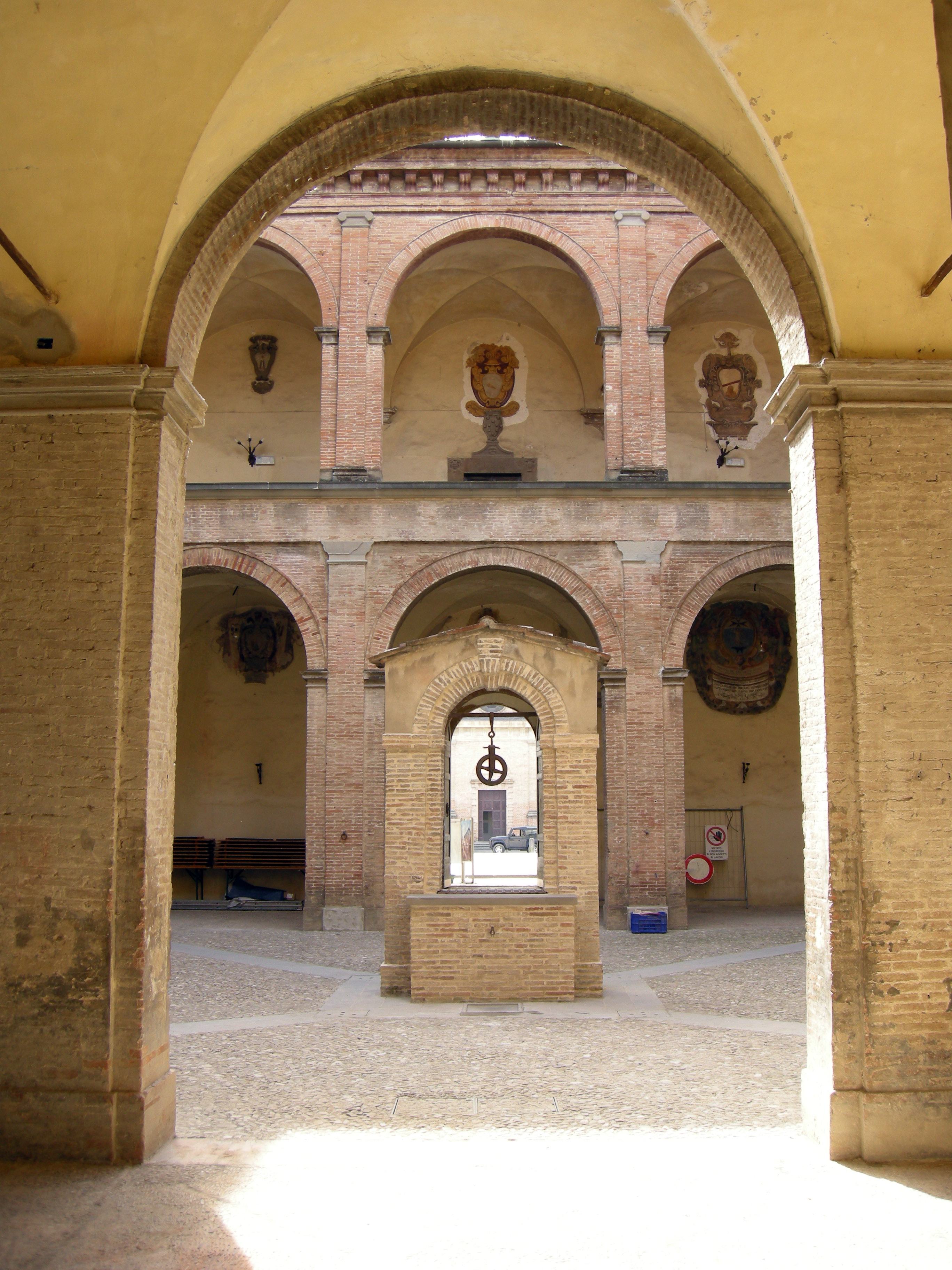
Il cortile

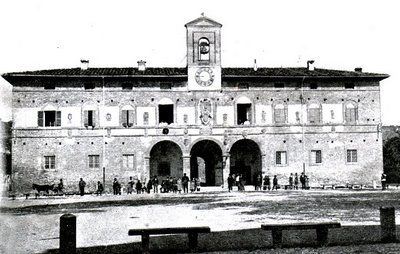
Il Palazzo alla fine dell'Ottocento, con la campana sopra all'orologio.

Il Palazzo Pretorio o dei Commissari granducali è una costruzione che si trova a Terra del Sole e rappresenta un classico esempio di architettura rinascimentale, a pianta quadrata, con all'interno il cortile delimitato da un triportico a due ordini. Era sede del Tribunale di prima istanza per tutta la Romagna toscana a cui ci si doveva appellare per tutte le cause civili escusse nei vari capitanati della Provincia. Fu realizzato su progetto di Baldassarre Lanci.

## Descrizione
Al piano terra, alla sinistra dell'ingresso era il vestibolo e la sala della "Prima Udienza", cioè del Tribunale Civile, con annesso il quartiere del "Notaro civile", dallo stesso lato, sul fianco destro dello scalone, erano le carceri "pubbliche" o "comuni" di cui l'ultima riservata alle donne.
Alla destra del voltone d'ingresso si accedeva al "Banco del Cancelliere" ed alla Sala della "Seconda Udienza" cioè del Tribunale Criminale; sempre sulla fiancata destra del palazzo erano le "carceri segrete" o criminali sopra le quali si trovavano i quartieri del Bargello e del Giudice. Il Commissario che presiedeva le udienze risiedeva al piano superiore sull'angolo destro in affaccio sulla piazza, mentre il Salone del Commissario occupava la parte centrale in corrispondenza delle tre grandi finestre di facciata. Sul retro, al piano terra, due ampi vani con volta a botte ai lati dell'uscita erano destinati a stalle ed a ricovero dei mezzi del Bargello.
I militari di stanza a Terra del Sole, invece erano mandati a scontare le loro pene in una prigione posta vicino al corpo di guardia del castello del Capitano.
Il Palazzo Pretorio attualmente è sede del Museo dell'uomo e dell'ambiente e dell'associazione Pro Loco di Terra del Sole.

### Le segrete

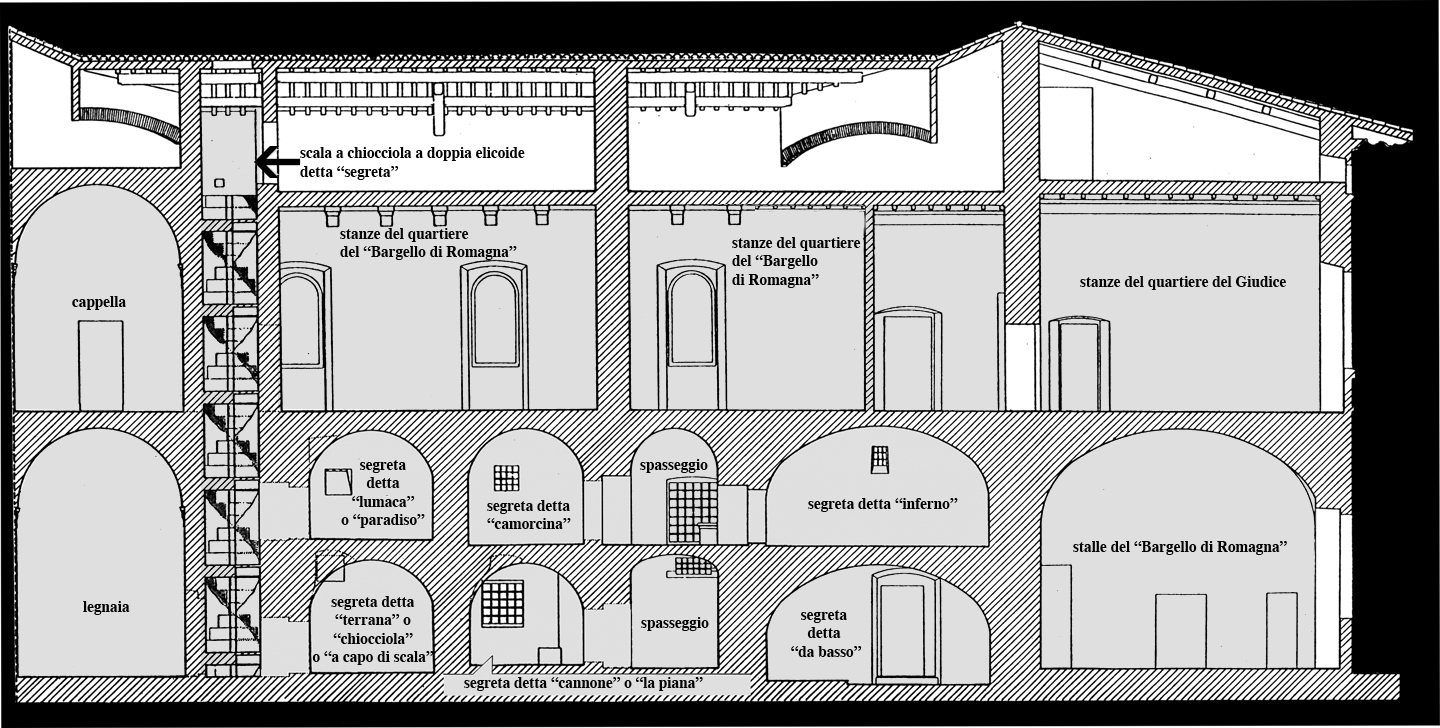
Sezione traversale e segrete

Le sette carceri "segrete" si trovano al piano terra e nell'ammezzato dell'ala destra del palazzo, le due pubbliche sull'ala sinistra a lato dello scalone sotto il portico.
Dai documenti degli atti criminali dell'archivio storico comunale si desumono i nomi identificativi delle varie celle segrete.
Le tre segrete poste al piano terra venivano chiamate:
- "secreta terrena" detta "la chiocciola" o detta anche "secreta a capo di scale"; entrambi i nomi derivano dal fatto che è situata ai piedi della scala a chiocciola a doppia elicoide;
- "secreta da basso" detta "il cannone";
- "secreta detta "la piana".

Le tre segrete poste al piano ammezzato venivano chiamate:
- segreta detta "l'inferno" che era il carcere di rigore, priva di finestre verso l'esterno;
- segreta della "camorcina" che pare avesse in origine funzione di cappella (fino a che nel 1622 venne costruita la cappella al piano nobile del palazzo);
- "secreta grande" detta anche "il secretone"

La settima segreta con accesso solo dalla scala a chiocciola era chiamata "lumaca" ma anche "il paradiso".
Le pubbliche a loro volta erano chiamate:
- cameraccia pubblica" o "prigione pubblica";
- carceri pubbliche delle donne".

Le "secrete" sono ambienti molto angusti (mediamente di 15 m² di superficie), chiuse da pesanti porte basse, in legno di rovere rivestite di lastre di ferro con uno spioncino centrale e di un chiavistello molto pesante, tutte con volta a botte e presentano numerosissime scritte e disegni, graffiti o dipinti a sanguigna o a nerofumo.
Le finestre delle "secrete" sono a strombo e a bocca di lupo, munite di doppia inferriata a doppio snodo e sissate a piombo.